# Терновський 2
 Гідрологічний заказник «Терновський 2» (втрачена) — об'єкт природно-заповідного фонду, що був оголошений рішенням Сумського облвиконкому № 138 19.08.1991 року на землях колгоспів «ім. Войкова і Леніна». Адміністративне розташування — Буринський район, Сумська область.

## Характеристика
Площа — 421 га. Об'єкт на момент створення був заболоченою ділянкою річки Терн з великою кількістю рослинності. 
Вся інформація про створення об'єкту взята із текстів зазначених у статті рішень обласної ради, що надані Державним управлянням екології та природних ресурсів Сумської області Всеукраїнській громадській організації «Національний екологічний центр України» ..

## Скасування
Станом на 1.01.2016 року об'єкт не міститься в офіційних переліках територій та об'єктів природно- заповідного фонду, оприлюднених на Єдиному державному вебпорталі відкритих даних http://data.gov.ua/. Проте ні в Міністерстві екології та природних ресурсів України, ні у Департаменті екології та природних ресурсів Сумської обласної державної адміністрації відсутня інформація про те, коли і яким саме рішенням було скасовано даний об'єкт природно-заповідного фонду. Отже причина і дата скасування на сьогодні невідома.